# Plonivel
Plonivel est une ancienne paroisse de l'évêché de Quimper, située en bordure de l'Océan Atlantique, dans le sud de l'actuel département du Finistère, supprimée lors de la Révolution française, son territoire étant partagé entre les communes de Plobannalec et Loctudy.

## Géographie

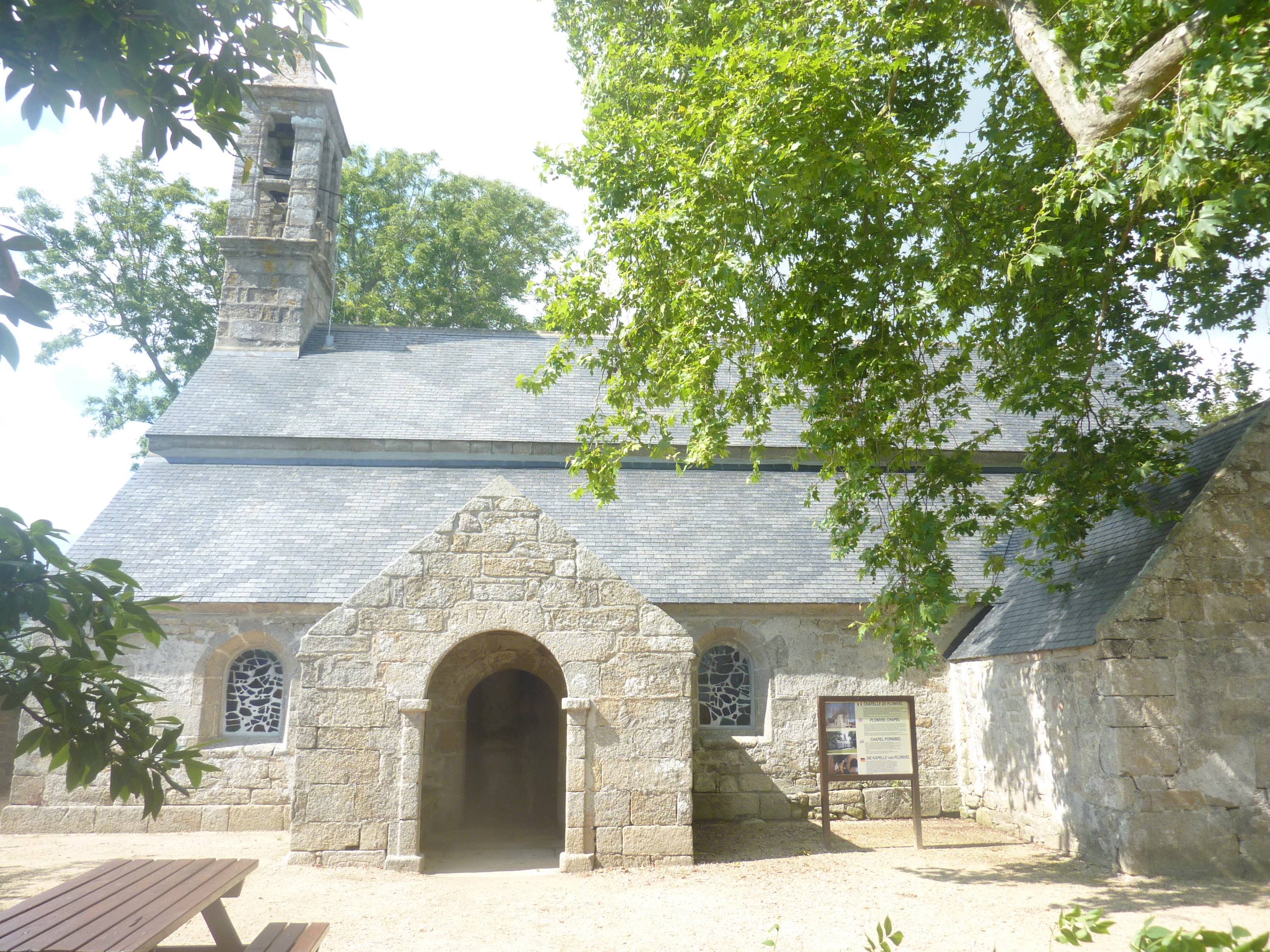
La chapelle Saint-Brieuc, ancienne église paroissiale de Plonivel

### L'ancienne paroisse de Plonivel
La paroisse de Plonivel était la plus petite paroisse de la baronnie du Pont. Son territoire était limité à l'ouest par la rive gauche de la ria du Ster, bordée de prairies marécageuses (comme l'illustre par exemple le toponyme Pen ar Palud) qui furent poldérisées en 1850 lors de la construction de la digue de Pen Lan, dans un objectif de valorisation agricole (pour développer principalement des cultures maraîchères), et à l'est par le ruisseau de Kerforn, qui séparait la paroisse de celle de Loctudy. La zone marécageuse du Ster Kerdour, d'une superficie totale de 120 ha, fait office de "coupure verte" entre  Lesconil et Larvor. Le Conservatoire du littoral en a acheté 7,23 ha en 2007.

### Le Ster Kerdour
Le déclin progressif de l'agriculture maraîchère dans cette zone à partir des années 1970, a facilité dans la partie sud de ce polder, la plus proche de l'Océan Atlantique, gagnée sur le domaine public maritime et située au-dessous du niveau de la mer, sa colonisation par un habitat précaire de loisirs formé de mobil-homes, de caravanes et de cabanes. La progression des friches dans la partie nord de ce polder entraîne la progression de la friche sociale et un mauvais entretien des canaux et fossés de drainage qui tendent à se colmater. Un programme de réhabilitation est en cours.

## Histoire

### Toponymie et origines
Le nom de la paroisse s'est écrit Ploenivael en 1330, Ploerimael en 1338-1368, et Ploenyvel en 1536-1540 ,. Il s'agissait initialement de Ploe Brimael, la "paroisse de Brimaël". La forme Brimaël, peut-être du IXe – Xe siècle, dérive de la forme initiale Briomaglos, Brimaglos, Briomaglus du Ve – VIe siècle. Une forme hypocoristique de Briomaglos, Briamael, est Brieg, Brioc. Brieuc est une forme francisée de Brieg, Brioc.

Voir B. Tanguy, Dictionnaire des Noms de Communes du Finistère, 1990, sur la transition de forme Plo- Brimael / Nivael pour la forme finale Plonivel.

Voir aussi à ce sujet la référence .

Selon Jackson, la forme initiale Brigomaglos, Briomaglus, du Ve – VIe siècle, est devenu, à l'époque de l'ancien gallois, de la fin du VIIIe au début du XIIe siècle, Briavael, Briamail, Briavail, puis sous la forme galloise moderne, orthographié Briafael, anglicisé en Briavael dans le village St. Briavels à la frontière galloise dans le Gloucestershire.
Selon la Vita Brioci, saint Brieuc avait (soi-disant) pour neveu et disciple saint Tudy, alias Tugdual, Tudwal, honoré entre autres dans les paroisses voisines de Loctudy et l'Île-Tudy .
Au Ve – VIe siècle, il est attesté/supposé que la paroisse primitive de Plonivel (un Plou primitif), dont le centre était situé au-dessus de Lesconil au sud-ouest de Loctudy, intégrait alors les territoires de Loctudy (nommé alors Saint-Tudy après la mort de saint Tudy, la forme Loc étant plus tardive) et de Pont-l’Abbé. La paroisse de Plonivel est créée a priori à la fin du Ve siècle (480-490), selon la date d’arrivée de saint Brieuc (Brioc) en Armorique. La paroisse de Loctudy n'est créée qu'au XIVe siècle. Anciennement, Larvor faisait partie de la paroisse de Plonivel, et le territoire associé à Larvor s'appelait Le Parc Plonivel, Park Plonivel (breton) (Park signifie un ensemble de terres, un champ ouvert (openfield)).

### Moyen Âge
Plonivel dépendait de la seigneurie du Pont. Le manoir de Kerhoas était habité par la famille Du Haffond

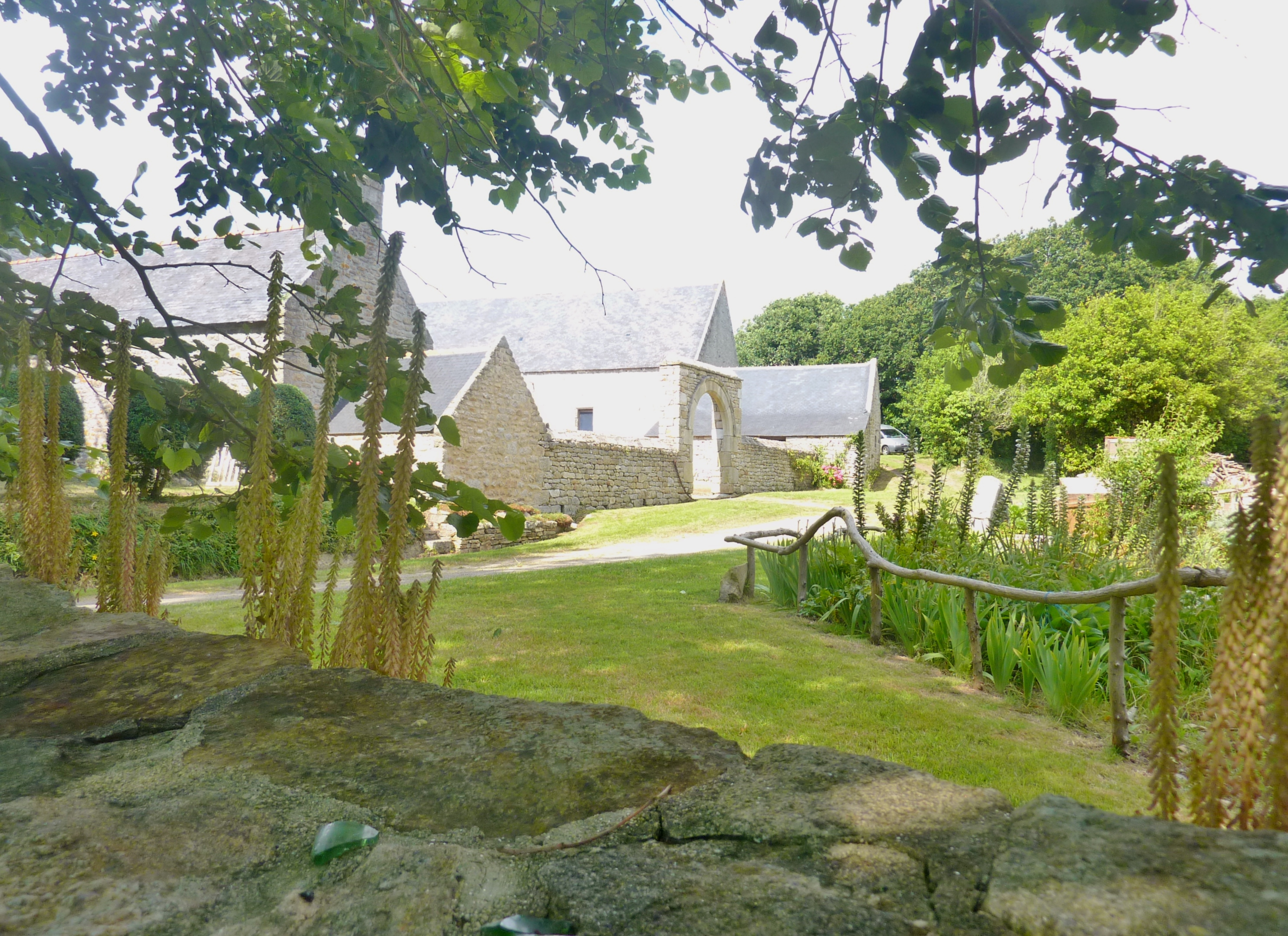
Le manoir de Kerhoas, ancienne demeure seigneuriale bigoudène du XVe siècle
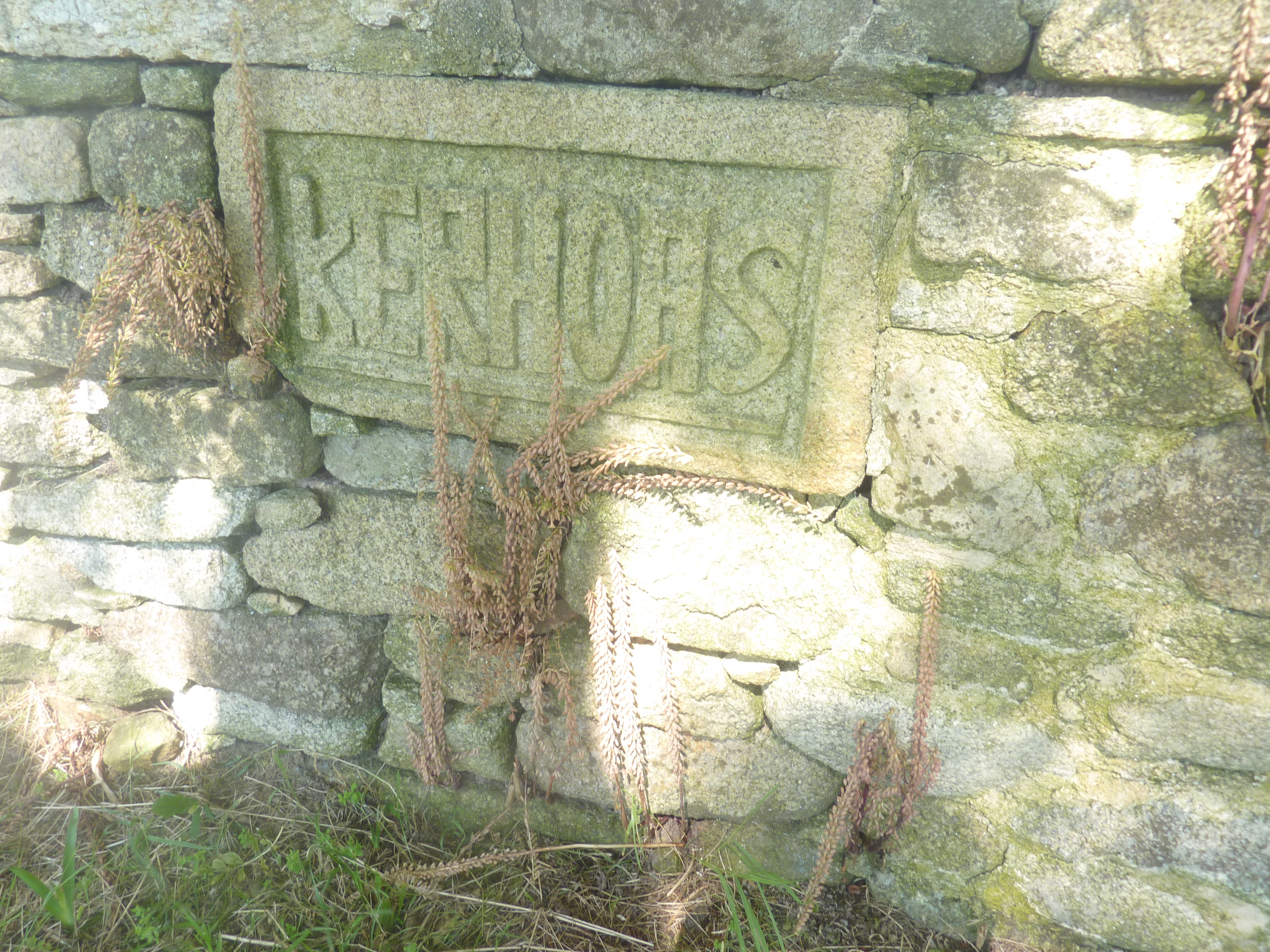
Manoir de Kerhoas : nom du manoir gravé sur une pierre encastrée dans un mur

Un mémoire de 1709, basé sur un aveu de Pierre du Pont du 29 mars 1480 et un autre aveu d'Hélène de Rohan du 11 novembre 1494 établit que "« les seigneurs du Pont étaient inféodés de temps immémorial envers le Roi du droit de pêcherie, sécherie et vaccantage  dans les paroisses de Loctudi, Plonivel, Treffiagat, Tréoultré et Combrit » ; les seigneurs de Pont-l'Abbé affermaient ces droits aux pêcheurs locaux moyennant la perception de droits.

### Époque moderne
En 1732, le sieur Duhaffond (Du Haffont) de Lestrédiagat (un manoir de Treffiagat), qui possède aussi le manoir de Trévélep en Ploenivel (Plonivel) est sergent féodé dépendant du baron du Pont pour les paroisses de Plonivel et Treffiagat.
Les archives de l'Amirauté de Bretagne évoquent une accusation de naufrageurs portée contre des habitants de Plonivel « il est vrai, accusés d'avoir attiré, par des signaux agités par leurs bêtes errant sur la falaise, un bateau hollandais, Les-Deux-Sœurs [en fait il s'agit probablement du naufrage du navire suédois La Dame Régineau survenu le 14 juillet 1751, l'auteur faisant une confusion], qui s'était égaré à la pointe de Penmarc'h en 1750. Une enquête judiciaire très serrée montra que les Bretons n'avaient allumé aucun feu. Ils s'étaient contentés de demander à la Vierge de Molène et au bon Monsieur Saint-Renan "un petit naufrage seulement". L'invocation n'est certes pas très édifiante ; mais elle est moins criminelle et surtout moins dangereuse que les feux allumés sur la tête des taureaux à demi-sauvages ».
En 1759, une ordonnance de Louis XV ordonne à la paroisse de Plonivel de fournir 8 hommes et de payer 52 livres pour « la dépense annuelle de la garde-côte de Bretagne ».
Jean-Baptiste Ogée indique en 1778 que Plonivel compte alors 650 communiants, que « la mer borde au sud ce territoire, dont les terres sont très exactement cultivées et fertiles ».

### Révolution française
La paroisse de Plonivel, qui comprenait alors 120 feux, élit deux délégués, Guillaume Le Calvez et Henry Andro, pour la représenter à l'assemblée du tiers-état de la sénéchaussée de Quimper au printemps 1789.
La paroisse de Plonivel est supprimée en 1790. Son dernier recteur, Martial Besnier, était opposé à la Constitution civile du clergé.

### LeXIXesiècle
En 1834 François-Michel Durand (1792-1859), originaire de Plonivel, ordonné prêtre en 1817, original et de caractère difficile, s'installe dans l'ancien presbytère et redit l'église au culte, assurant clandestinement des messes dominicales dans l'ancienne église paroissiale, désormais simple chapelle. Il entra alors en conflit avec le maire et le recteur de Plobannalec, mais ne parvint pas à faire rétablir la paroisse et fit tout, mais en vain, pour tenter de rétablir l'ancienne paroisse.

### LeXXesiècle
La tradition de sonnerie des cloches trois fois par jour à l'heure de l'angélus lors d'un décès (tradition en usage dans les paroisses) a perduré à Plonivel jusque dans la décennie 1960, bien que la localité ait perdu le droit de procéder à des enterrements sur place.

## Monuments et sites
- La chapelle Saint-Brieuc de Plonivel, ancienne église paroissiale jusqu'à la Révolution française. De l'église de la fin du XVe siècle et du début du XVIe siècle, de style gothique flamboyant, ne subsiste que les deux travées de la nef avec ses piliers cylindriques sans chapiteaux, deux d'entre eux, massifs, supportant l'ancien clocher désormais disparu. Tout le reste de l'édifice date du remaniement de 1774, en particulier le chœur, le chevet polygonal, le clocher actuel, le porche (refait en partie dès 1758), la sacristie, les fonts baptismaux. Le maître-autel, de style baroque et la chaire à prêcher datent aussi de la fin du XVIIIe siècle. Parmi les statues se trouvent une pietà et une statue de saint Benoît qui datent du XVIe siècle, une Vierge à l'Enfant[20], un Christ en croix et une statue de sainte Marguerite du XVIIe siècle, deux statues de saint Brieuc et de la Vierge situées dans le chœur, etc. Une statue de saint Mélar provient d'une ancienne chapelle ruinée située à proximité. Des vitraux en dalle de verre provenant de l'atelier Le Bihan[21] ont été installés en 1978[22].

Le placître entourant la chapelle correspond à l'ancien cimetière ; son mur d'enceinte contient dans sa partie ouest une croix pattée datant du Moyen Âge et dans l'angle sud-est une croix monolithique de section octogonale. L'ancien presbytère est situé à proximité. Le pardon est célébré le premier dimanche de mai.
L'ensemble est soit classé, soit inscrit à l'inventaire supplémentaire des monuments historiques.

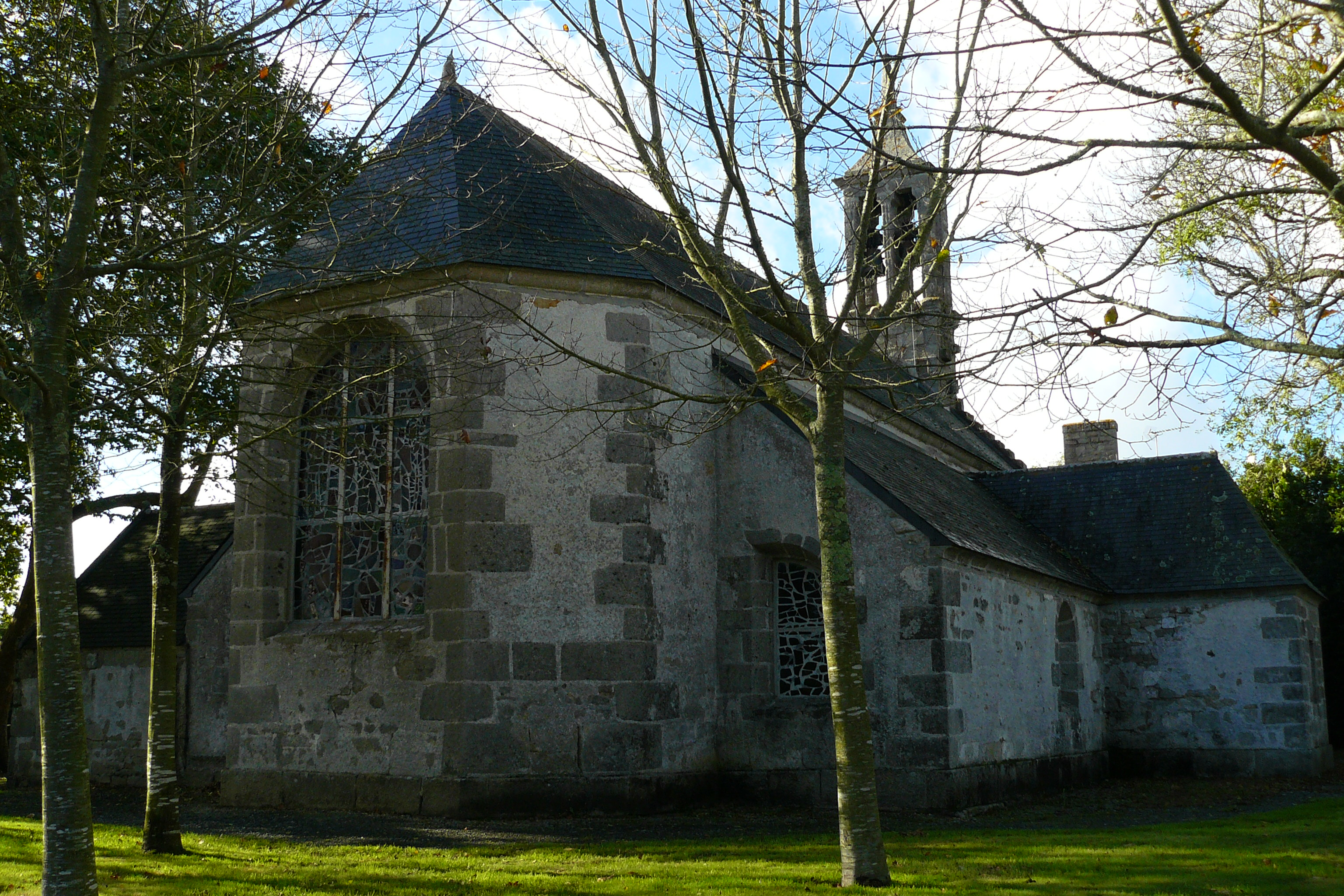
La chapelle Saint-Brieuc, ancienne église paroissiale de Plonivel (vue extérieure)
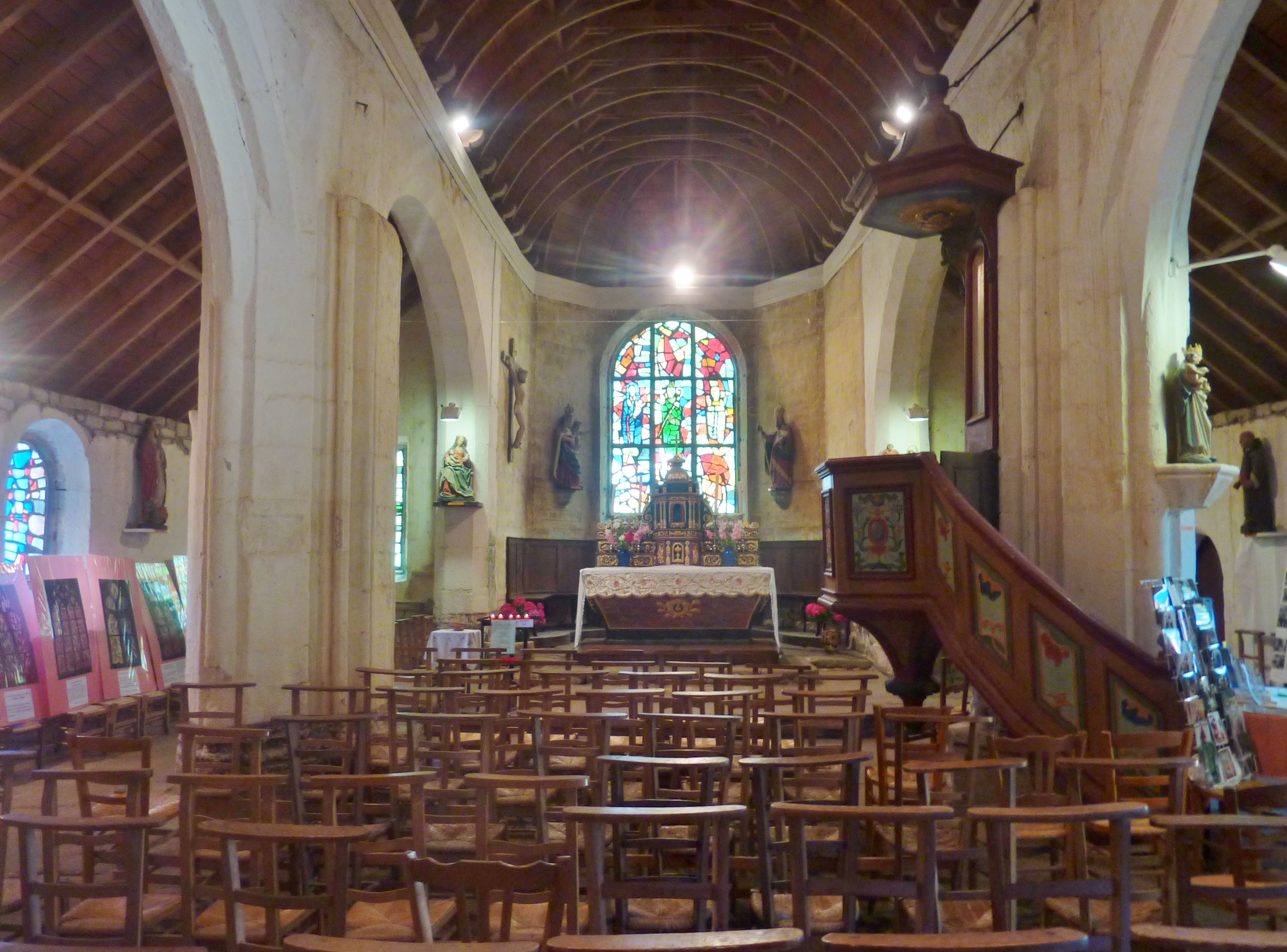
La chapelle Saint-Brieuc de Plonivel, vue intérieure d'ensemble
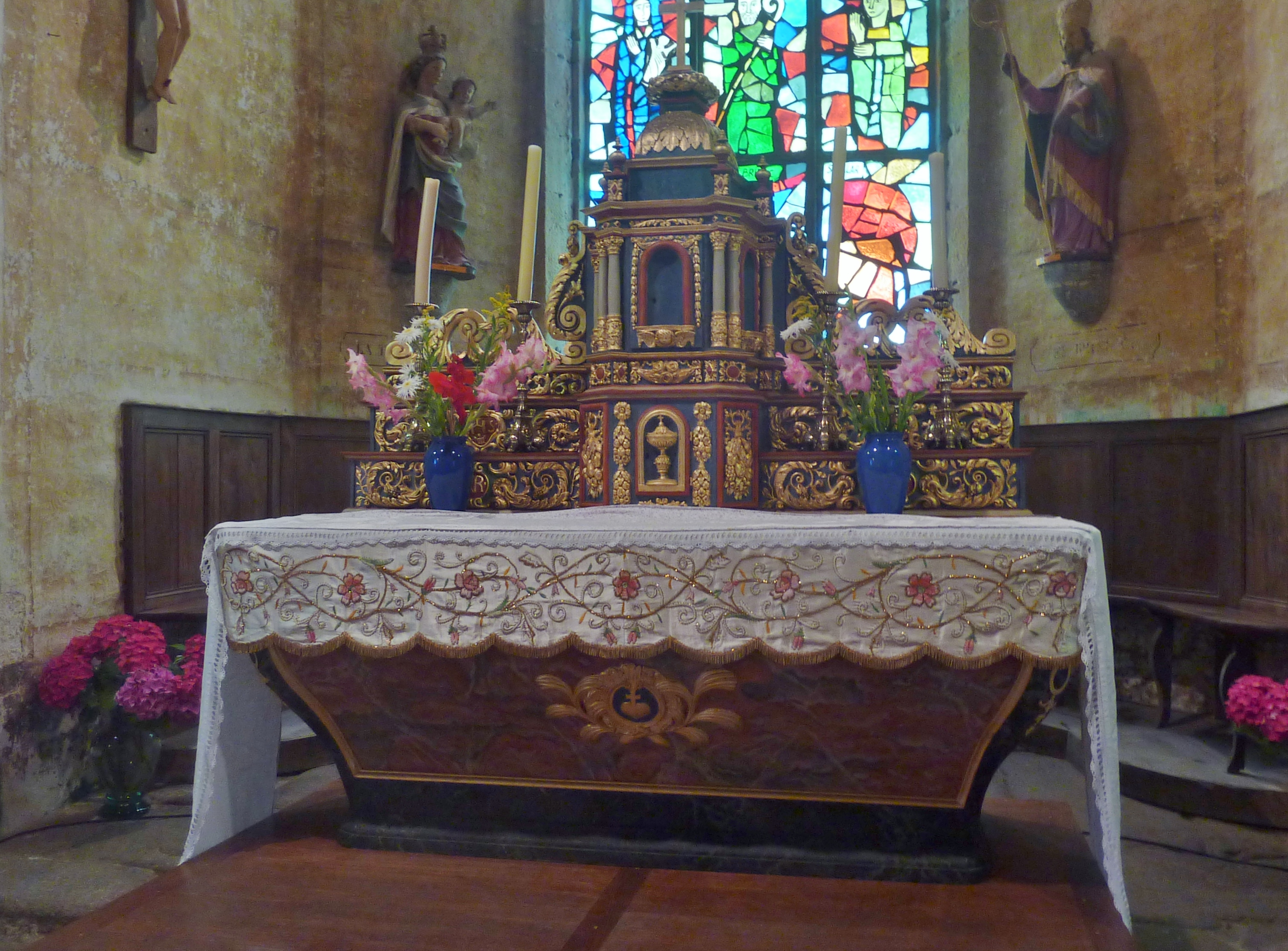
Chapelle Saint-Brieuc de Plonivel, le maître-autel, de style baroque (fin du XVIIIe siècle)
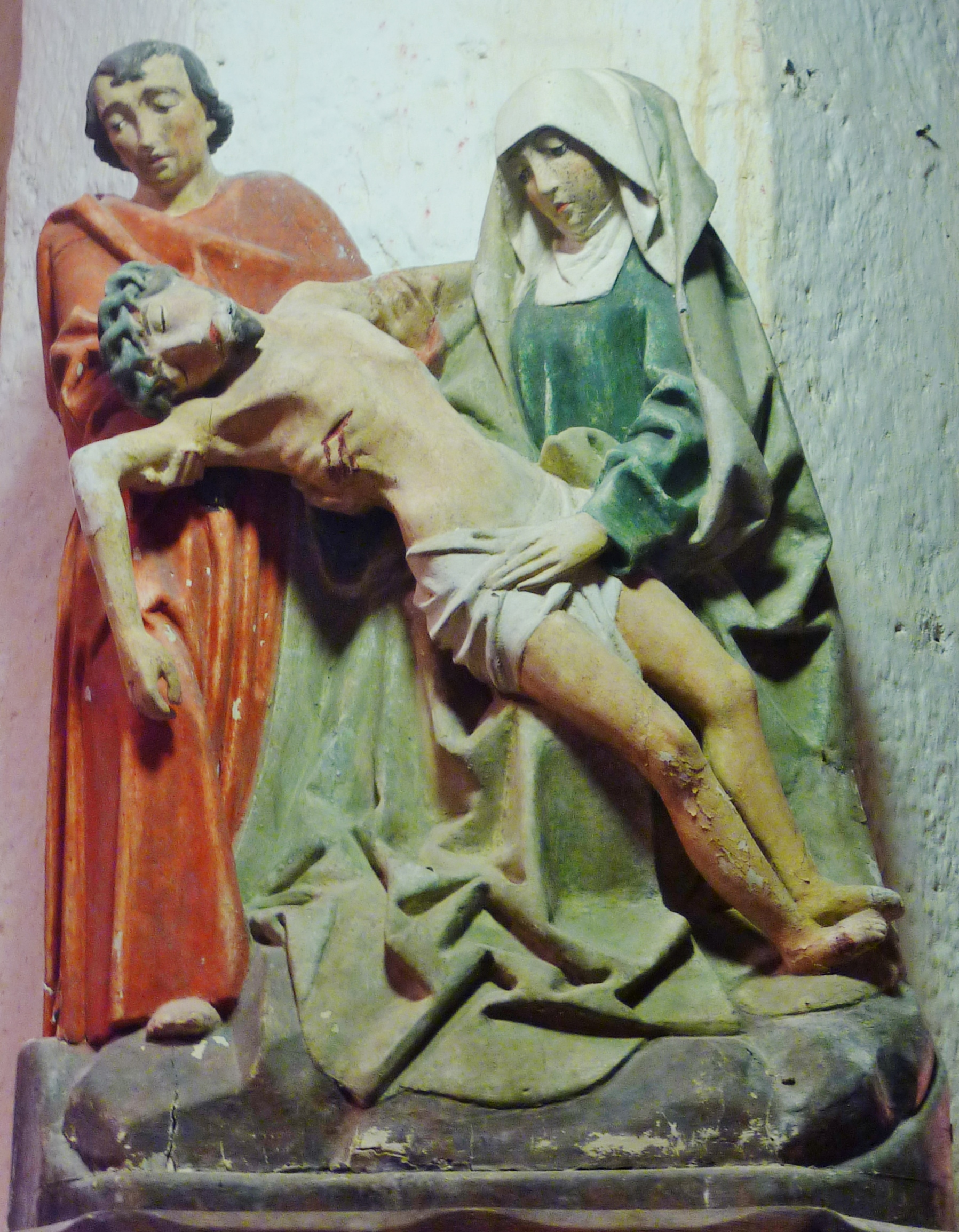
Chapelle Saint-Brieuc de Plonivel, pietà datant du XVIe siècle
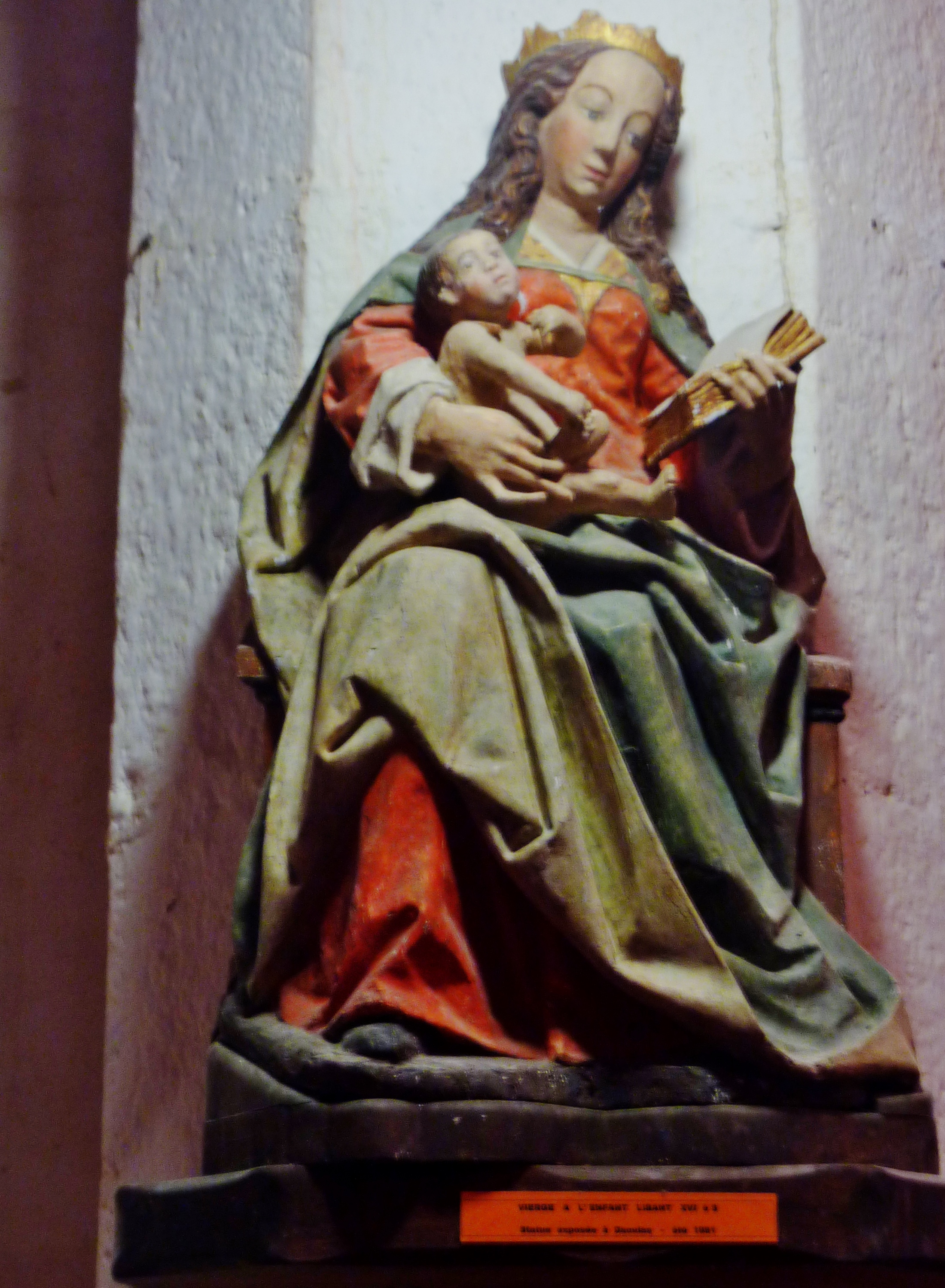
Chapelle Saint-Brieuc de Plonivel, Vierge à l'Enfant datant du XVIIe siècle
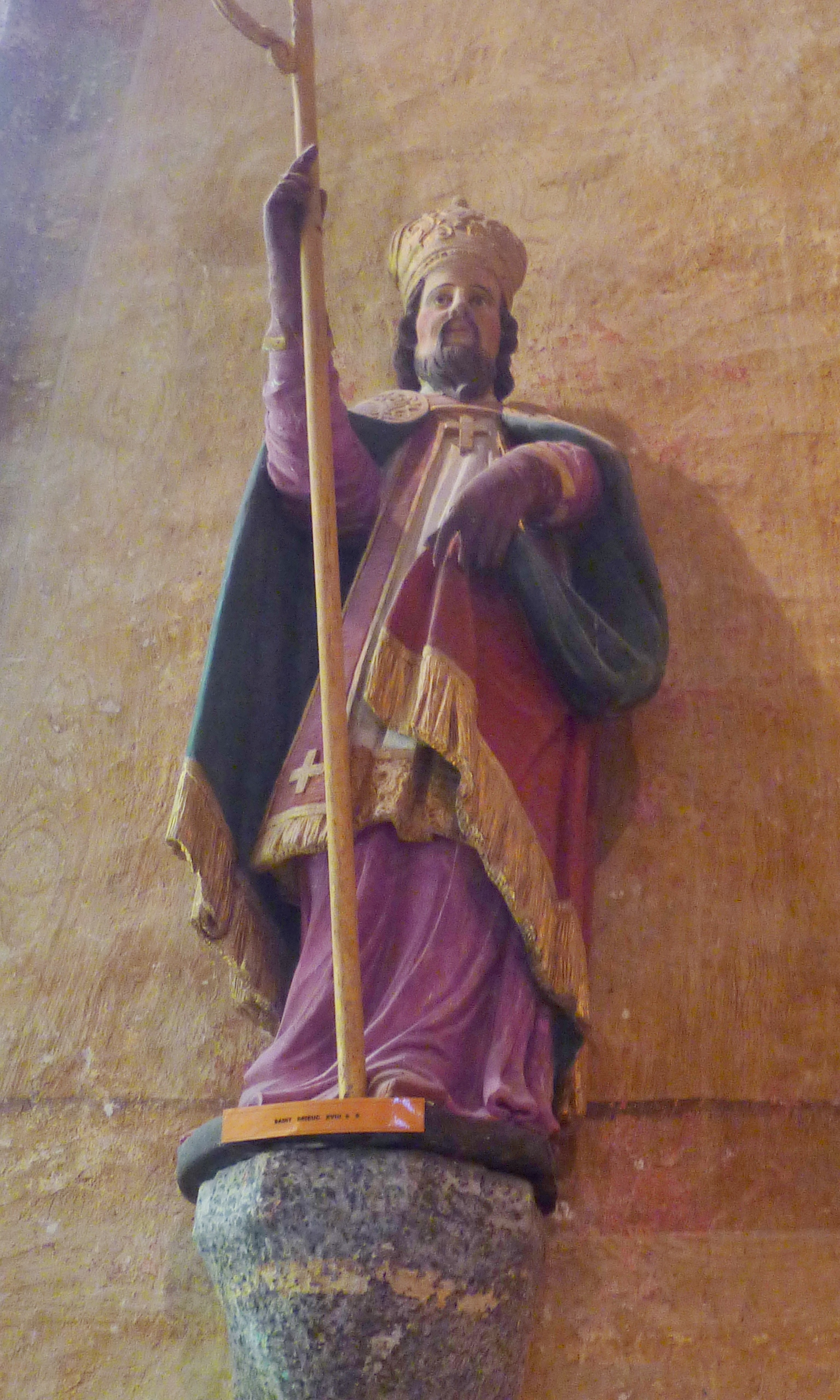
Chapelle Saint-Brieuc de Plonivel, statue de saint Brieuc
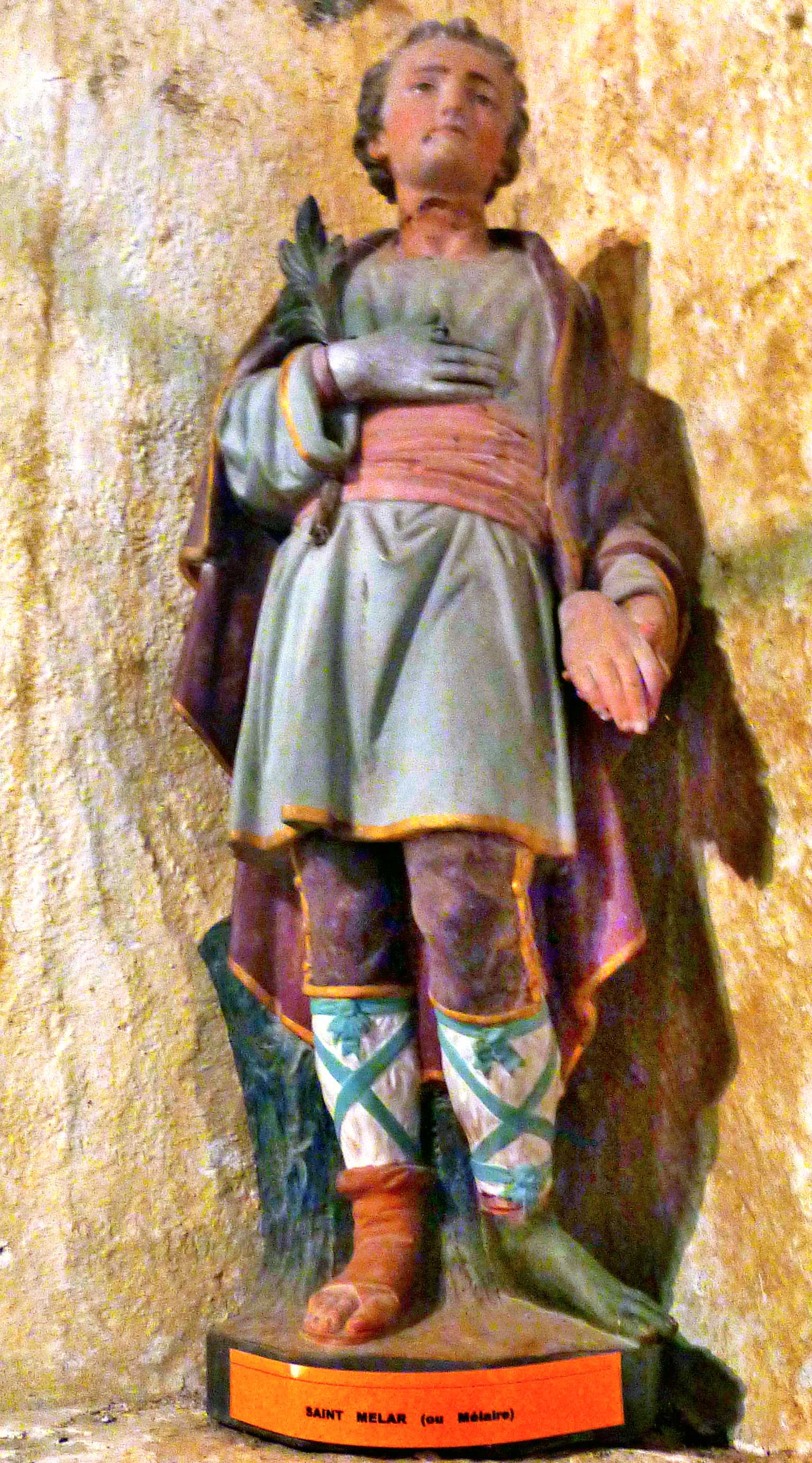
Chapelle Saint-Brieuc de Plonivel, statue de saint Mélar (avec sa main coupée)
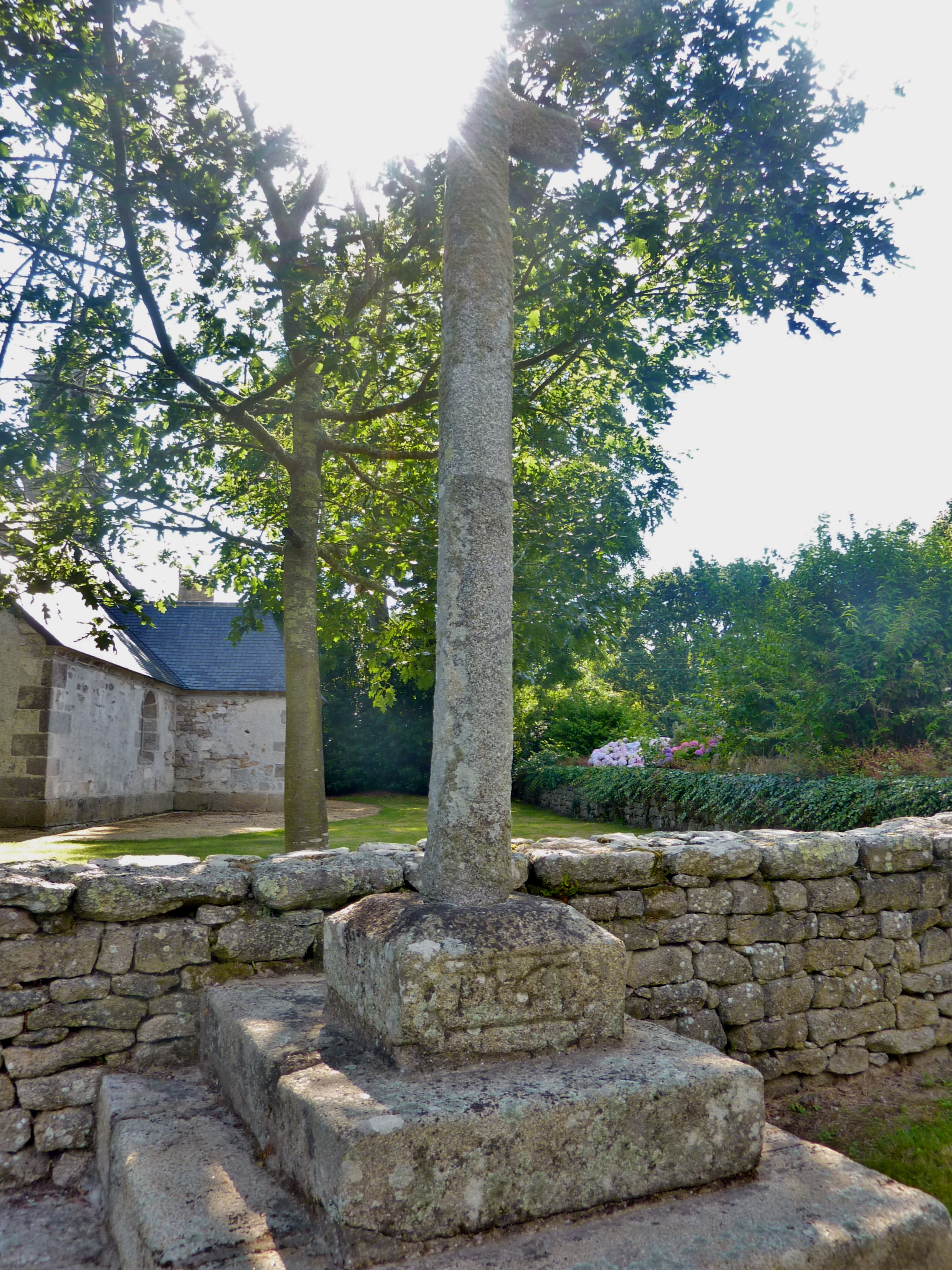
Chapelle Saint-Brieuc de Plonivel, le calvaire du placître

## Légende
- Une légende rapporte que dans un temps fort reculé, la procession de Plonivel se rendait aux Glénan en suivant une allée d'arbres dont, en 1854, un centenaire du pays prétendait qu'on en trouvait encore des vestiges à marée basse près du hameau de Ker--Is-Hur (Kérizur) à Larvor. Cette légende trouve probablement son origine dans l'existence d'une forêt immergée fossile près de la plage de Kervilzic connue sous le nom de "forêt sous-marine de Loctudy".